# Allocosa mexicana
Allocosa mexicana este o specie de păianjeni din genul Allocosa, familia Lycosidae. A fost descrisă pentru prima dată de Banks, 1898. Conform Catalogue of Life specia Allocosa mexicana nu are subspecii cunoscute.